# Aspidhampsonia ungemachi
Aspidhampsonia ungemachi är en fjärilsart som beskrevs av François Louis Nompar de Caumont de Laporte 1978. Aspidhampsonia ungemachi ingår i släktet Aspidhampsonia och familjen nattflyn. Inga underarter finns listade i Catalogue of Life.